# Football Club laïque Saint-Christophe de Châteauroux
Le FCL Saint-Christophe de Châteauroux est un club de football basé à Châteauroux.
Il connaît cinq saisons en quatrième division et une en cinquième division dans les années 1990. A noter qu’en 1995 les jeunes u18 (juniors) ont affronté le PSG jeunes lors des phases finales de la coupe Gambardella. Ils se sont inclinés 8-0 alors qu’à la mi-temps ils sont arrivés à maintenir le nul 0-0.

## Repères historiques
En 1989, le FCLSCC est champion du Centre et accède en Division 4.
Le club est un temps le second club du département de l'Indre et donc de la ville de Châteauroux, derrière La Berrichonne. Il joue notamment un seizième de finale lors de la Coupe de France 1990-1991 et s’incline contre Toulon, alors en première division, 1-0 après prolongation. Au tour précédent, les Berrichons éliminent l'AS Saint-Priest (D3, 3-1).
Après avoir passé la saison 1993-1994 dans le nouveau National 2, le club est relégué en N3 avant de connaître une rétrogradation administrative au niveau régional un an plus tard, en 1995.
À l'été 2014, le club est mis en sommeil. À partir de la saison 2015-2016, le club des Jeunes de Châteauroux s'implante dans le quartier Vaugirard, au stade Max-Ploquin, en s'associant avec le club du FCL Saint-Christophe.
En décembre 2015, ce dernier est mis en liquidation judiciaire.

## Palmarès
- Coupe de France
  - Meilleur parcours : 16e de finale en 1991

- Division 4
  - Champion de groupe : 1993

- DH Centre
  - Champion : 1989

## Stade
Le FCL Saint-Christophe évolue au stade Vaugirard, du nom du quartier où il est situé. L'enceinte est rebaptisée stade Max-Ploquin à l'été 2014, du nom de l'emblématique ancien président décédé en août 2012. La pelouse de l'enceinte est reconnue comme l'une des plus agréables de la ville.

## Personnalités du club

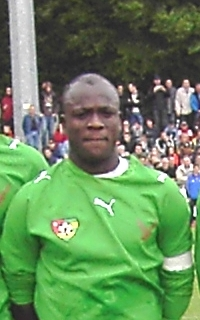
Jean-Paul Abalo joue deux saisons au club.

Passionné de football et après y avoir joué et reconverti comme secrétaire bénévole, Raymond Arnault occupe les mêmes fonctions au sein de l'USL Saint-Christophe et devient le premier président du FCL Saint-Christophe, au milieu des années 1990. Il est aussi dirigeant au district de l'Indre.
Max Ploquin est un emblématique ancien président du club.
Durant les années du club au niveau national, plusieurs joueurs arrivent du FC Valence, dissout en 1991. Alain Marco joue sa dernière saison au club en 1990-1991. Le Mauritanien Gaston Diamé débute au club en seniors de 1991 à 1996. Il devient ensuite professionnel et international. En 1993, l'international togolais Jean-Paul Abalo signe au club, il arrive de son pays pour y poursuivre ses études en même temps que jouer. Deux ans plus tard, il signe à l'Amiens SC, club de division 2 où il reste dix ans. Michel et Philippe Lacome passent plusieurs saisons au club. En 1996-1997, Jean-Marie Huriez arrive pour une saison.
En 2005-2006, Charlotte Bilbault passe une saison en équipe jeune, avant de partir pour Clairefontaine et devenir professionnelle.
En 2009, l'international camerounais François Omam-Biyik est entraîneur de l'équipe fanion du club, alors en 1re division départementale, et des U13.